# Brinnåstjärnen
Brinnåstjärnen är en sjö i Strömsunds kommun i Ångermanland och ingår i Ångermanälvens huvudavrinningsområde. Sjön har en area på 0,0678 kvadratkilometer och ligger 213,4 meter över havet.

## Delavrinningsområde
Brinnåstjärnen ingår i det delavrinningsområde (706672-152632) som SMHI kallar för Mynnar i Vängelälven. Medelhöjden är 279 meter över havet och ytan är 3,35 kvadratkilometer. Det finns inga avrinningsområden uppströms utan avrinningsområdet är högsta punkten. Vattendraget som avvattnar avrinningsområdet har biflödesordning 4, vilket innebär att vattnet flödar genom totalt 4 vattendrag innan det når havet efter 130 kilometer. Avrinningsområdet består mestadels av skog (61 procent). Avrinningsområdet har 0,07 kvadratkilometer vattenytor vilket ger det en sjöprocent på 2,1 procent.